# Mindre kulguldstekel
Mindre kulguldstekel (Pseudomalus auratus) är en stekelart som först beskrevs av Carl von Linné 1761.
Pseudomalus auratus ingår i släktet kulguldsteklar (Pseudomalus) och familjen guldsteklar (Chrysididae). Arten är reproducerande i Sverige.